# カール・オーヴェ・クナウスゴール
カール・オーヴェ・クナウスゴール（Karl Ove Knausgård, 1968年12月6日 - ）は、ノルウェーの作家。オスロ生まれ。ベルゲン大学卒業。1998年から執筆を開始し、2009年から2011年にかけて発表した『我が闘争』と題する6つの自伝的小説がベストセラーとなった。

## 日本語訳作品
- 『わが闘争 父の死』岡本健志・安藤佳子訳 早川書房  2015　ISBN 978-415209562-6
- 『わが闘争2 恋する作家』岡本健志・安藤佳子訳 早川書房 2018　ISBN 978-4-15209743-9

## 主な受賞歴
- 2015年 ヴェルト文学賞
- 2017年 オーストリア国家賞、エルサレム賞
- 2019年 スウェーデン・アカデミー北欧賞
- 2020年 アンデルセン文学賞、メディシス賞エッセイ部門